# Szymki (Rosja)
Szymki (ros. Шимки) – wieś w Rosji, w Buriacji, w rejonie tunkińskim. W 2010 liczyła 512 mieszkańców.